# Mathys Niflore
Mathys Niflore, né le 2 mars 2007 à  Paray-le-Monial (France), est un footballeur français évoluant au poste de gardien de but à USL Dunkerque en prêt du Toulouse FC.

## Biographie
Né à Paray-le-Monial en France, Mathys Niflore a suivi une formation dans plusieurs clubs, notamment au Nîmes Olympique et à l'AS Muretaine. En 2015, il intègre le centre de formation du Toulouse FC, où il continue de développer ses compétences en tant que gardien de but.

En juin 2024, il signe son premier contrat professionnel avec le Toulouse FC pour une durée de 5 ans. 

## Palmarès

### En club
| Toulouse FC - Championnat de France -17 ans - Champion en 2022 |